# Креса
Крѐса (на италиански: Cressa; на пиемонтски: Creussa, Креуса, на местен диалект: Crössa, Крьоса) е село и община в Северна Италия, провинция Новара, регион Пиемонт. Разположено е на 267 m надморска височина. Населението на общината е 1543 души (към 2010 г.).